# サタデー・ナイト・ライブ (シーズン38)
サタデー・ナイト・ライブ (シーズン38)は、アメリカNBCで、2012年9月15日より2013年5月18日まで毎週土曜日の23時30分から25時00分（ET、JST：日曜13時30分 - 15時00分、夏時間は1時間繰り上げ）に生放送されたサタデー・ナイト・ライブの第38シーズン。日本ではhuluが本国の放送後に動画配信放送している。
このシーズンをもって、フレッド・アーミセンとビル・ヘイダー、ジェイソン・サダイキスが番組を卒業した。

## 出演者
- レギュラー
  - フレッド・アーミセン（2002年-）
  - ヴァネッサ・ベイヤー（2010年-）
  - ビル・ヘイダー（2005年-）
  - タラン・キラム（2010年-）
  - セス・マイヤーズ（2001年-）
  - ボビー・モイニハン（2008年-）
  - ナンシム・ペドラド（2009年-）
  - ジェイ・フェロー（2010年-）
  - ジェイソン・サダイキス（2005年-）
  - キーナン・トンプソン（2003年-）

- 準レギュラー
  - アイディー・ブライアント（2012年-）
  - ケイト・マキノン（2012年-）
  - ティム・ロビンソン（英語版）（2012年-）
  - セシリー・ストロング（2012年-）

（太字はヘッドライター、Weekend Updateのみの出演）

## エピソード
| No. | #  | ホスト                         | ミュージカル・ゲスト              | その他の出演者 | 初回放送日(本国) |
| --- | -- | ------------------------------ | --------------------------------- | --- | ---------------- |
| 725 | 1  | セス・マクファーレン           | フランク・オーシャン              | PSY | 2012年9月15日    |
| 726 | 2  | ジョゼフ・ゴードン＝レヴィット | マムフォード・アンド・サンズ      | | 2012年9月22日    |
| 727 | 3  | ダニエル・クレイグ             | ミューズ                          | ビッグバード | 2012年10月6日    |
| 728 | 4  | クリスティナ・アップルゲイト   | パッション・ピット                | ウサイン・ボルト | 2012年10月13日   |
| 729 | 5  | ブルーノ・マーズ               | ブルーノ・マーズ                  | トム・ハンクス | 2012年10月20日   |
| 730 | 6  | ルイス・C.K.                   | FUN.                              | | 2012年11月3日    |
| 731 | 7  | アン・ハサウェイ               | リアーナ                          | ヌーノ・ベッテンコート | 2012年11月10日   |
| 732 | 8  | ジェレミー・レナー             | マルーン5                         | クリス・クリスティ | 2012年11月17日   |
| 733 | 9  | ジェイミー・フォックス         | ニーヨ                            | ダーモット・マローニー / チャーリー・デイ | 2012年12月8日    |
| 734 | 10 | マーティン・ショート           | ポール・マッカートニー            | トム・ハンクス / サミュエル・L・ジャクソン / アレック・ボールドウィン / ジミー・ファロン / キャリー・ブラウンスタイン / ティナ・フェイ / ジョー・ウォルシュ / デイヴ・グロール / クリス・ノヴォゼリック / パット・スメア / ポール・シェイファー / トニー・ベネット | 2012年12月15日   |
| 735 | 11 | ジェニファー・ローレンス       | ザ・ルミニアーズ                  | | 2013年1月19日    |
| 736 | 12 | アダム・レヴィーン (マルーン5) | ケンドリック・ラマー              | アンディ・サムバーグ / キャメロン・ディアス / ジェリー・サインフェルド / ダニー・マクブライド | 2013年1月26日    |
| 737 | 13 | ジャスティン・ビーバー         | ジャスティン・ビーバー            | ウーピー・ゴールドバーグ | 2013年2月9日     |
| 738 | 14 | クリストフ・ヴァルツ           | アラバマ・シェイクス              | | 2013年2月16日    |
| 739 | 15 | ケヴィン・ハート               | マックルモアー / ライアン・ルイス | | 2013年3月2日     |
| 740 | 16 | ジャスティン・ティンバーレイク | ジャスティン・ティンバーレイク    | ポール・サイモン / スティーブ・マーティン / ダン・エイクロイド / チェビー・チェイス / マーティン・ショート / アレック・ボールドウィン / トム・ハンクス / キャンディス・バーゲン / アンディ・サムバーグ / ジェイ・Z                                                 | 2013年3月9日     |
| 741 | 17 | メリッサ・マッカーシー         | フェニックス                      | デニス・ロッドマン / ピーター・ディンクレイジ | 2013年4月6日     |
| 742 | 18 | ヴィンス・ヴォーン             | ミゲル                            | スティーヴ・ジョーンズ | 2013年4月13日    |
| 743 | 19 | ザック・ガリフィアナキス       | オブ・モンスターズ・アンド・メン  | ニコライ・コスター＝ワルドー / ブラッドリー・クーパー / エド・ヘルムズ / ジョン・ハム | 2013年5月4日     |
| 744 | 20 | クリステン・ウィグ             | ヴァンパイア・ウィークエンド      | マーヤ・ルドルフ / ジョナ・ヒル | 2013年5月11日    |
| 745 | 21 | ベン・アフレック               | カニエ・ウェスト                  | ジェニファー・ガーナー / エイミー・ポーラー / アンダーソン・クーパー / エイミー・マン / J・マスシス / キム・ゴードン / スティーヴ・ジョーンズ / マイケル・ペン / キャリー・ブラウンスタイン                                                                        | 2013年5月18日    |